# 国体道路
国体道路（、ローマ字表記: Kokutai Dōro）は、国民スポーツ大会（2023年まで国民体育大会）に合わせて整備された道路の愛称である。

## 概要
福島県、群馬県、長野県、兵庫県、和歌山県、岡山県、鳥取県、福岡県、熊本県、沖縄県の各県に所在する。

## 福島県
福島県福島市を走る国道115号（もともと福島西バイパスとして整備されていた）のうち福島西インターチェンジの西で荒井バイパスといわれている区間、および国道からメイン会場のあづま総合運動公園に至る福島県道5号上名倉飯坂伊達線（通称：フルーツライン）。現在は福島市西部の外縁部を環状する路線としてだけでなく、果樹園に向かう観光路線としての役割も持っている。

## 群馬県
群馬県前橋市大手町の前橋地方裁判所前の交差点から利根川沿いに渋川市北橘町下箱田の国道17号との交差点に至る道路の一部を言う。沿線にはグリーンドーム前橋、敷島公園、県総合スポーツセンターなどがある。

## 長野県
長野県松本市浅間温泉から南進し元町、筑摩を経由し並柳で西へ方向転換し、高宮交差点（旧・高宮交番前交差点）で国道19号と交差するまでの道路をこのように呼ぶ。やまびこ道路の別称を持ち、こちらの方が広く浸透している。

## 和歌山県
和歌山県道135号和歌山海南線のうち、和歌山県和歌山市のJR西日本和歌山駅より紀勢本線に平行して紀三井寺に至る区間をこのように呼ぶ。医療施設やロードサイドショップが並ぶ片側2車線、市内市街地の東端に位置する主要幹線道路であり、国道42号線、三年坂通りなどと連絡。道路の愛称、和歌山市の公式名称も国体道路であり、一帯の店舗名なども国体道路店（全国チェーンの場合は和歌山国体道路店となっている場合もある）となっている。

## 兵庫県
王子陸上競技場から主要地方道（兵庫県道30号新神戸停車場線、通称：フラワーロード）新神戸停車場線を結ぶ神戸市道神若線のうち、神戸市灘区城内通から中央区布引町に至る区間をこのように呼ぶ。兵庫国体の際、マラソンコースとなったことから命名された。JR以北で神戸市街を東西に並行する神戸市主要地方道長田楠日尾線（通称：原田線）や神戸市道山手幹線に比べ、比較的交通量の少ない路線である。

## 岡山県
国道53号のうち、岡山県岡山市北区の岡山駅より岡山県総合グラウンドに沿った区間をこのように呼ぶ。現在は国体筋と呼ばれ、通り名を示す標識では、「国体筋」と表記されている。また通り沿いには、国体町という地名もある。

## 鳥取県
鳥取県道21号鳥取鹿野倉吉線のうち、鳥取県鳥取市今町2丁目の国道53号・鳥取県道43号鳥取福部線交点 - 鳥取市桂見の鳥取県道264号鳥取空港布勢線交点の区間をこのように呼ぶ。沿線には鳥取県立布勢総合運動公園（ヤマタスポーツパーク）がある。

### 交差する道路
| 交差する道路 北←〈国体道路〉→南                                | 交差する道路 北←〈国体道路〉→南                                | 交差する場所 | 備考                                               |
| -------------------------------------------------------------- | -------------------------------------------------------------- | ------------ | -------------------------------------------------- |
| 県道43号鳥取福部線 鳥取駅・福部方面                            |                                                                |              |                                                    |
| 国道53号（国道373号重複）                                      | 国道53号（国道373号重複）                                      | 今町2丁目    |                                                    |
| -                                                              | 〈鳥取環状道路〉 県道26号秋里吉方線 天神町方面                 | 千代大橋東詰 | 立体ハーフ 天神町方面から今町2丁目方面へ進入不可。 |
| 県道189号高路古海線                                            | 県道42号鳥取河原線                                             | 千代大橋西詰 |                                                    |
|                                                                | 県道189号高路古海線                                            | 古海北       |                                                    |
| 〈鳥取南バイパス〉 国道29号（国道53号別線・国道373号別線重複） | 〈鳥取南バイパス〉 国道29号（国道53号別線・国道373号別線重複） | 国体道路     |                                                    |
|                                                                | 県道49号鳥取河原用瀬線                                         | 嶋入口       |                                                    |
| 県道264号鳥取空港布勢線 （県道181号湖山停車場布勢線重複）      | -                                                              | 桂見西       |                                                    |
| 県道21号鳥取鹿野倉吉線 吉岡温泉・鹿野方面                      |                                                                |              |                                                    |

## 福岡県
福岡県福岡市博多区祇園町交差点（大博通り交点）から同市中央区大濠1丁目交差点（城南線交点）までの区間に付けられた福岡市道路愛称。祇園町交差点から同区赤坂3丁目交差点（別府橋通り交点）までの区間は国道202号の指定を受けている。また、同区警固交差点（大正通り交点）から赤坂3丁目交差点までの区間は、福岡県道559号原東警固線の指定を受けており、けやき通りとも呼ばれる。沿線にはキャナルシティ博多や繁華街の中洲もあり、また博多駅から天神まで最短距離で結ぶ道であるため、昼夜を問わず混雑している道路でもある。
古くは旧・薬院川（現在の警固小学校付近から三光橋交差点付近まで）を埋め立てて造成した。

### 交差する道路
| 交差する道路 北←〈国体道路〉→南            | 交差する道路 北←〈国体道路〉→南         | 交差する場所 | 交差する場所 | 堅粕から (km) |
| ------------------------------------------ | --------------------------------------- | ------------ | ------------ | ------------- |
| 〈辻の堂通り〉 国道202号 箱崎方面          |                                         |              |              |               |
| 〈大博通り〉 県道43号博多停車場線          | 〈大博通り〉 県道43号博多停車場線       | 祇園町       | 博多区       |               |
|                                            | 〈はかた駅前通り〉                      | 祇園町西     | 博多区       |               |
| 〈西中洲大通り〉 県道553号東光寺竹下春吉線 | 県道553号東光寺竹下春吉線               | 春吉         | 中央区       |               |
| 〈渡辺通り〉 県道602号後野福岡線           | 〈渡辺通り〉 県道602号後野福岡線        | 渡辺通4丁目  | 中央区       |               |
| 〈天神西通り〉 市道舞鶴薬院線              | -                                       |              | 中央区       |               |
| 〈大正通り〉                               | 〈大正通り〉 県道31号福岡筑紫野線       | 警固         | 中央区       |               |
| -                                          | 〈別府橋通り〉 国道202号 唐津・糸島方面 | 赤坂3丁目    | 中央区       |               |
|                                            | 〈城南線〉                              | 大濠1丁目    | 中央区       |               |
| 〈城南線〉 シーサイドももち・西新方面      |                                         |              |              |               |

## 熊本県
1999年（平成11年）のくまもと未来国体に合わせて開通。東西線と南北線の2路線がある。
東西線は熊本市の保田窪北交差点（国道57号熊本東バイパスおよび産業道路との交点）から長嶺・託麻地区を経て国体の開催地であったKK WINGの南側で南北線と交差、そのまま菊池郡菊陽町の国道443号との交点までつながっている。全線片側二車線であり、一部区間は県道指定されている。熊本市北東部を貫通する主要幹線道路の1つであり、熊本市から大津町、阿蘇方面へ抜けるバイパスとしての機能もある。
南北線は菊陽町津久礼から上益城郡益城町までの片側1車線の道路である。こちらも一部区間で県道指定されている。

## 沖縄県
沖縄県道23号沖縄北谷線全線と沖縄県道85号沖縄環状線の沖縄県沖縄市上地の中央パークアベニュー（旧センター通り）入口交点 - 山内の県道沖縄北谷線交点の区間をこのように呼ぶ。区間としては沖縄市上地 - 中頭郡北谷町伊平。沿線には沖縄市コザ運動公園がある。